# آن جونز (كاتبة أسترالية)
آن جونز (بالإنجليزية: Anne Jones)‏ هي كاتِبة أسترالية، ولدت في 27 يوليو 1955.